# メスト・エジル
メスト・エジル（Mesut Özil, 1988年10月15日 - ）は、西ドイツ・ノルトライン＝ヴェストファーレン州ゲルゼンキルヒェン出身の元サッカー選手。元ドイツ代表。現役時代のポジションはMF。
主にオフェンシブミッドフィルダーとしてプレーした。トルコ系移民の3世で、両親はともに黒海沿岸のトルコ・ゾングルダク県にルーツを持つ。

## 経歴

### クラブ

#### 幼少期 - ユース - シャルケ時代
1988年10月15日にノルトライン＝ヴェストファーレン州ゲルゼンキルヒェンで生まれた。祖父がトルコのゾングルダクからガストアルバイターとしてドイツに移住したことが始まり。幼少期は、金網で囲まれた「サルの檻」と呼ばれるコートでストリートサッカーをしていた。1995年、7歳の時にゲルゼンキルヒェンにあるクラブでサッカーを始め、様々なクラブのユースチームでプレーした後に、2000年から5年間ロートヴァイス・エッセンのユースに在籍した。その後シャルケ04のユースに移った。2006年夏にトップチームに昇格し、2006-07シーズン第1節のアイントラハト・フランクフルト戦でデビューした。DFLリーガポカールのバイエル・レバークーゼンとバイエルン・ミュンヘン戦で出場停止であったリンコルンの代わりを務め、以来そのポジションでプレーした。背番号は17番を着用した。シャルケのトップチームに昇格後は次の大物選手になる存在と評された。しかし、年俸150万ユーロでは不十分だとしてクラブからのオファーを辞退し、クラブ経営陣と対立、2008年1月にヴェルダー・ブレーメンに移籍することになった。ミルコ・スロムカ監督は「エジルがシャルケのために試合に出場することはないだろう」と述べた。

#### ブレーメン時代

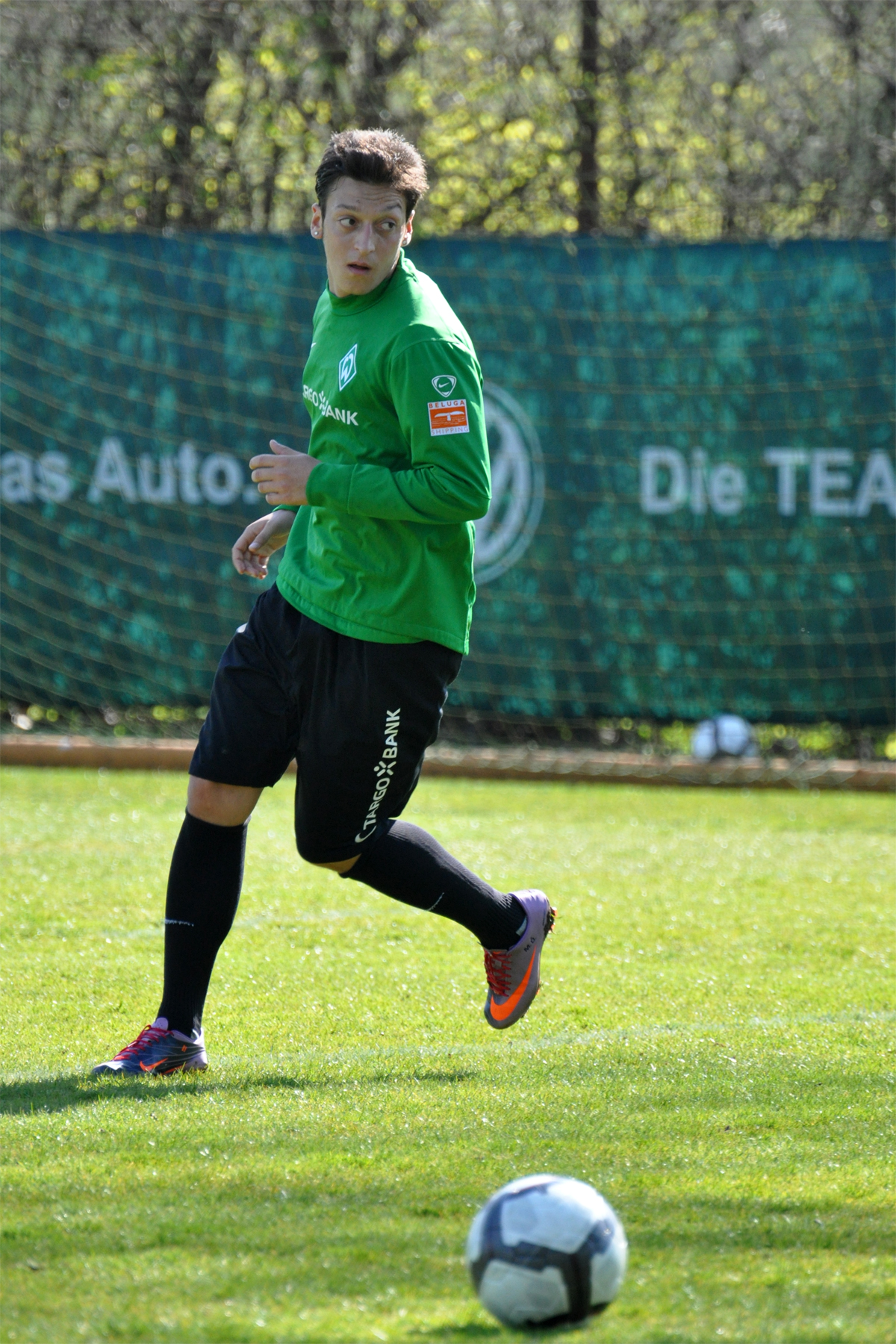
ヴェルダー・ブレーメンでのエジル（2010年）

前述の通り契約問題でクラブと対立し、2008年1月31日に移籍金500万ユーロでブレーメンへ移籍した。ブレーメン以外にも、ハノーファー96とVfBシュトゥットガルトも獲得に興味を示したとされているが、高額な移籍金を支払うことはなかった。2011年6月30日までの契約を締結し、背番号11番を着用した。ライバルクラブに移籍したことにより、マスコミからは金の亡者とのバッシングも受けた。4月26日、カールスルーエSC戦でゴールを挙げたが、これがブンデスリーガでの初ゴールだった。移籍初年度の半年間で、6試合の先発出場を含むリーグ戦12試合に出場し、チームはリーグ2位でシーズンを終えた。
2008年9月20日のバイエルン・ミュンヘン戦ではアウェーで5-2で圧勝し、エジルも1ゴールを挙げた。一週間後の1899ホッフェンハイム戦では先制点と決勝点を決め、5-4の乱戦を制した。チームは、ブンデスリーガでなかなか調子が上がらず、最終的には10位とリーグ戦は9年ぶりとなる二桁順位だったが、エジルはほとんどの試合で重要な役割を果たし、司令塔のMFジエゴと息の合ったプレーを見せ、2008-09シーズンは28試合で15アシストを記録した。ベルリンでのバイエル・レバークーゼン戦に1-0で勝利し、DFBポカールのタイトルを獲得した。エジルはこの決勝戦でこの試合唯一の得点をジエゴのアシストから記録した。また、ヨーロッパカップ戦でも活躍し、チームをUEFAカップの決勝に導いたが、決勝でシャフタール・ドネツクに敗れた。
2009-10シーズンは、ユヴェントスに移籍したジエゴの後を継いで、プレーメーカーとして重要な役割を果たし、ブンデスリーガ第1節のMVPに選出された。2010年5月1日、古巣のシャルケ戦でブンデスリーガ100試合目の出場を果たし、古巣相手に先制点も記録した。チームはリーグ3位となり、DFBポカールも決勝まで進出したが、決勝でバイエル・ミュンヘンに0-4で敗れた。このシーズンは、「der neue Diego（新たなジエゴ）」と呼ばれ、それまでジエゴが担ってきた4-3-1-2フォーメーションのトップ下を務めて9得点（チーム2位タイ）17アシスト（リーグトップ）と大活躍した。2009年には、ブンデスリーガの1stステージのMVPにも選ばれた。

#### レアル・マドリード時代

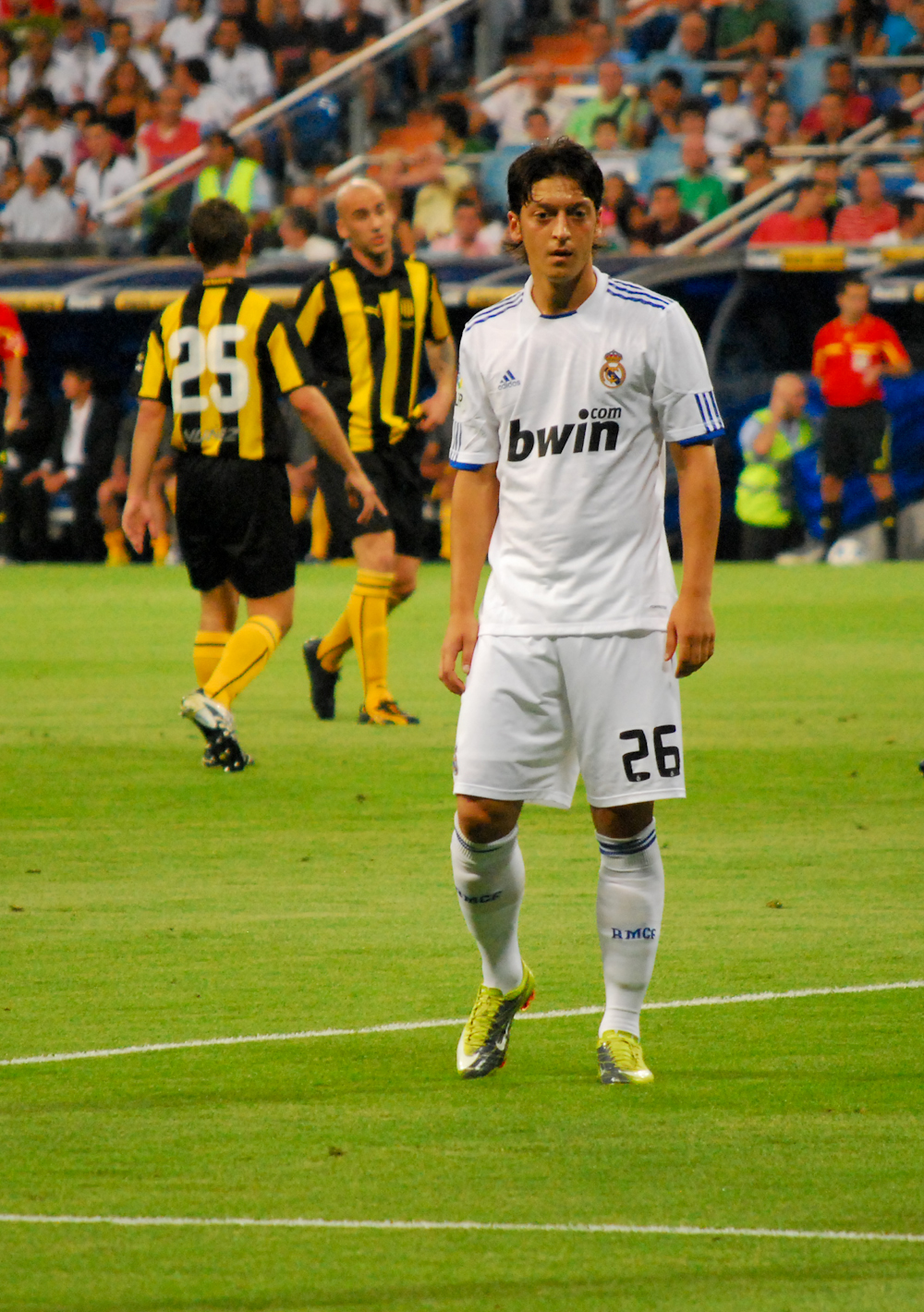
レアル・マドリードでのエジル（2010年)

2010 FIFAワールドカップでの活躍によってヨーロッパの若きトップタレントとしての地位を確立した。FCバルセロナやアーセナル、レアル・マドリードなどのクラブから関心を持たれた。イングランド代表のウェイン・ルーニーはワールドカップでのエジルの活躍を高く評価し、所属するマンチェスター・ユナイテッドFCのアレックス・ファーガソン監督に獲得を要請したことすらあった。レアル・マドリードからオファーが届いたが、ブレーメンはこれを拒否。このブレーメンの対応にエジルは不満を漏らした。また、FCバルセロナへの移籍が決定したとも報じられたが、これはブレーメンが報道を否定した。その後、レアル・マドリードは最後のオファーとして再びオファーを出し、8月17日に移籍金1500万ユーロの6年契約でレアル・マドリードへの移籍が発表された。移籍に際し、エジルは「レアル・マドリードから移籍のオファーが来たとき、決断することはなかった。正直に言うと、このクラブを拒否することはできなかった。ヴェルダー・ブレーメンを去ることを急いではいなかったが、このクラブはイエスと言うクラブです。素晴らしい歴史とスタジアムとワールドクラスの選手を擁するクラブですから。サンティアゴ・ベルナベウでのパフォーマンスの見通しは、とても素晴らしいです。」と述べた。移籍決定当初は、エジルはまだ若く、スペイン語はもとより英語すら十分に話せなかったことから、多くのメディアから懐疑的な意見が聞こえた。

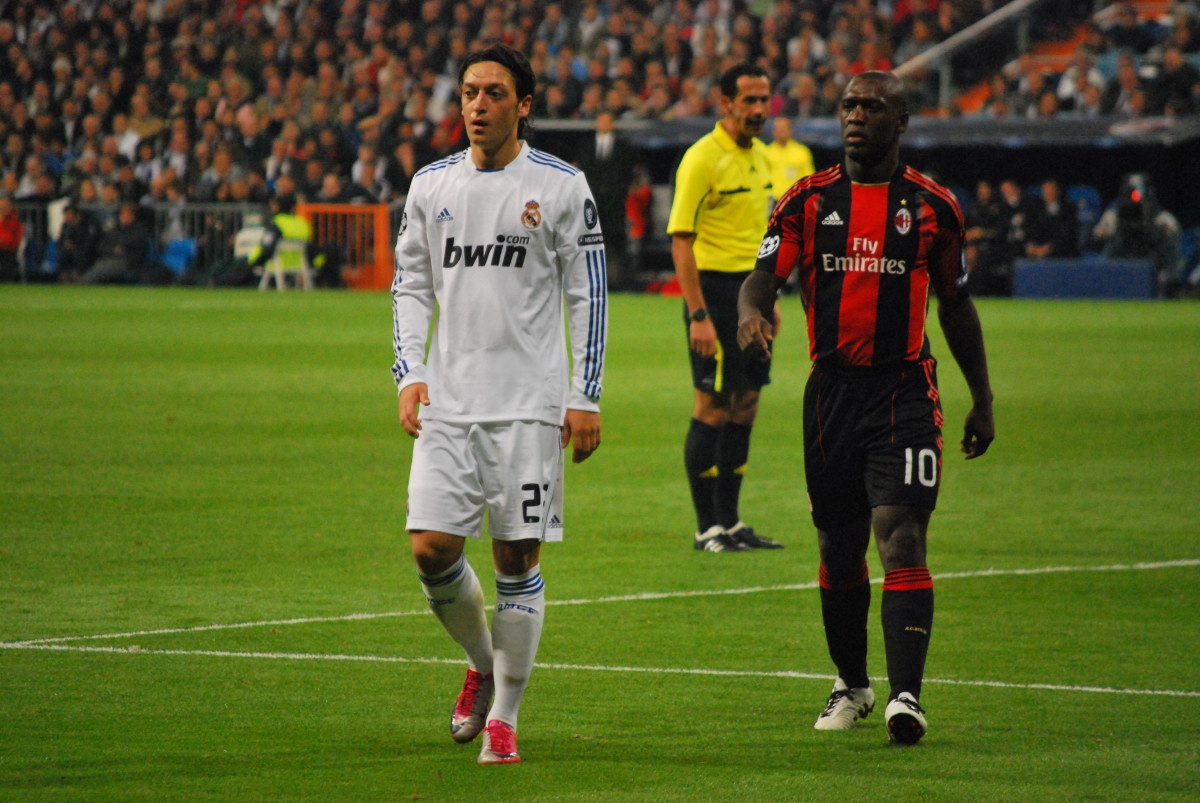
ACミラン戦でのエジルとクラレンス・セードルフ

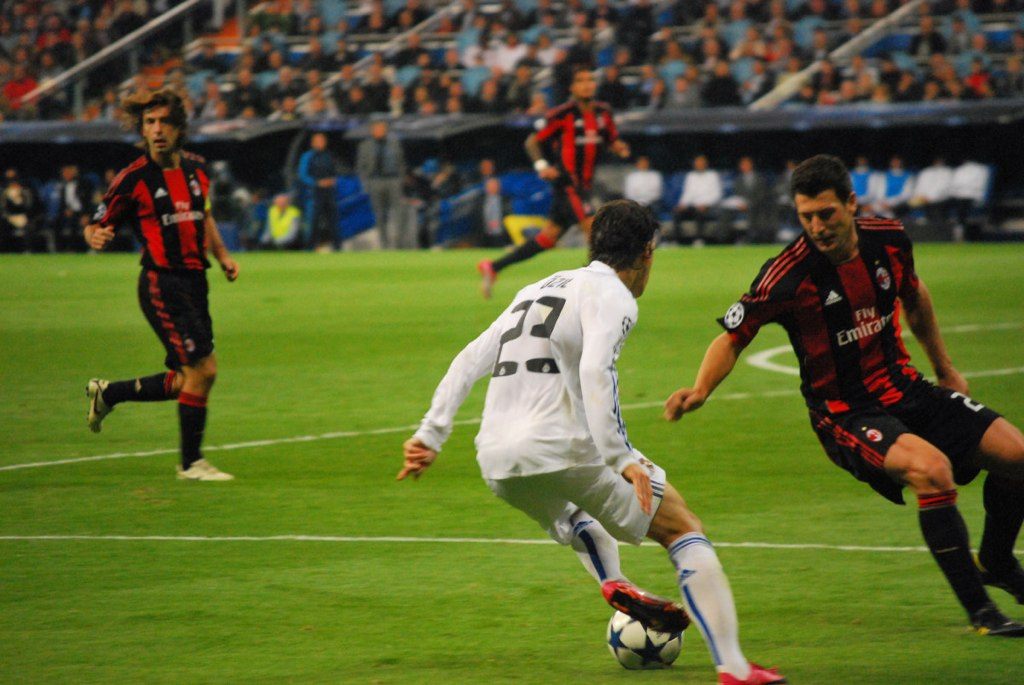
ACミラン戦でのエジルとダニエレ・ボネーラ

2010年8月22日、エルクレスCFとの親善試合でレアル・マドリードデビューを果たした。背番号は、プレシーズン中は26番、開幕戦では19番を着用した。しかし、ラファエル・ファン・デル・ファールトがトッテナム・ホットスパーFCに移籍したことで空いた23番が与えられた。当初カカのバックアッパーとして獲得されたが、カカの手術のためにスタメンの座を手にした。RCDマジョルカとの開幕戦にアンヘル・ディ・マリアとの交代で出場し、リーガ初出場を果たした。ホーム初戦である第2節のCAオサスナ戦では先発に名を連ねて質の高いプレーを披露、交代の際には観客からスタンディングオベーションを浴びた。9月15日、UEFAチャンピオンズリーグのアヤックス戦で、ゴンサロ・イグアインのゴールをアシストし、レアルでの初アシストを記録した。10月3日、デポルティーボ・ラ・コルーニャ戦で移籍後初ゴールを挙げた。10月19日、チャンピオンズリーグのACミラン戦でレアルでのチャンピオンズリーグ初ゴールを挙げた。初のコパ・デル・レイとなった12月22日のレバンテUD戦でも得点を挙げ、8-0での勝利に貢献した。2011年3月6日のラシン戦では2つのアシストを記録し、マン・オブ・ザ・マッチに選ばれた。この試合後、母国ドイツを始め欧州や南米のメディアから「フットボールのモーツァルト」と高い評価を受けた。シーズンを通してプレーし、計53試合に出場し10得点を記録。特にアシストではリオネル・メッシを抑えて欧州最多となる26アシストを記録した。レアルでの1年目のシーズンのプレーは、ファンやメディア、選手から称賛された。

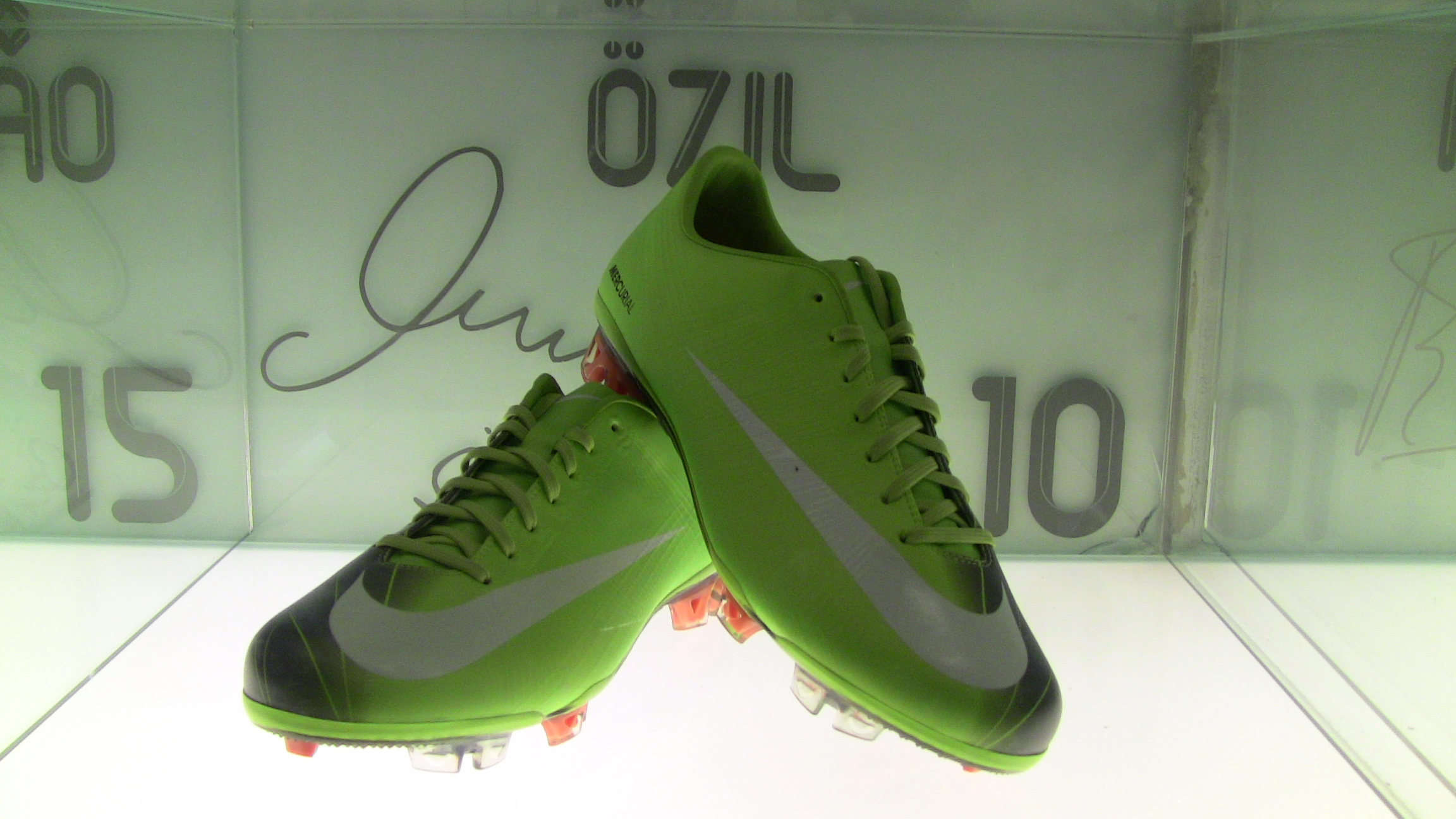
サンティアゴ・ベルナベウに展示されるエジルのスパイク

2011年より、背番号を23番から10番に変更。ジョゼ・モウリーニョ監督は、メインのプレイメーカーとして起用することを明らかにした。2011年8月14日、スーペルコパ・デ・エスパーニャのFCバルセロナ戦1stレグで、シーズン初ゴールを挙げた。8月17日の2ndレグでは、ダビド・ビジャと口論となり退場処分を受けた。ドイツ紙のキッカーのインタビューで、レアル・マドリードでキャリアを終えたいとの願望を明らかにした。「レアル・マドリードでキャリアを終えたい。自分はまだ若いし若く優秀な選手がたくさん現れるでしょうから、難しいことだと思いますが、僕はクラブの未来になりたい。自分に能力があることを知っているし、レアル・マドリードに何年も居ることになると確信しています。」と述べた。FIFAバロンドールにもノミネートされた。2011-12シーズンは不調やカカの復調もあってベンチスタートも増えたが、最終的にはリーガでは35試合に出場。2012年4月21日のFCバルセロナとのエル・クラシコでクリスティアーノ・ロナウドの決勝点をアシストした。5月2日のアスレティック・ビルバオ戦では、先制ゴールをアシストした上、チーム2点目のゴールを挙げた。3-0で勝利し、レアル・マドリードの32回目のリーグ優勝に貢献した。11日後のリーグ最終節のRCDマヨルカ戦で2ゴールを挙げて、クラブでの素晴らしいパフォーマンスを確立した。この試合の勝利により、レアル・マドリードは勝ち点100を獲得したリーガ初のクラブとなった。リーガ最多の17アシストを記録した。クラブと代表での活躍により、UEFA欧州最優秀選手賞にノミネートされ、最年少でのトップ10入りとなる10位になった。2012年には、UEFAチーム・オブ・ザ・イヤーに選出された。
2012-13シーズンの開幕前にルカ・モドリッチが加入したことで、一部のメディアはエジルがクラブに不満を持っていると報じたが、後にそれを否定し、レアル・マドリードでの生活に満足しており、ポジション争いを楽しみしていると述べた。シーズンが始まると、まずスーペルコパ・デ・エスパーニャのタイトルを獲得した。リーグ戦では、カンプ・ノウで行われたFCバルセロナ戦でクリスティアーノ・ロナウドの同点ゴールをアシストした。11月6日、UEFAチャンピオンズリーグのボルシア・ドルトムント戦では、89分に直接フリーキックでゴールを挙げて、引き分けに持ち込むことに貢献した。リーグ戦でも好調を維持し、レアル・バリャドリード戦では2ゴールを挙げて勝利に貢献した。このシーズン、公式戦で29アシストを記録した。レアル・マドリードはスーペルコパ・デ・エスパーニャのタイトルしか獲得できなかったが、エジルのパフォーマンスは称賛された。

#### アーセナル時代

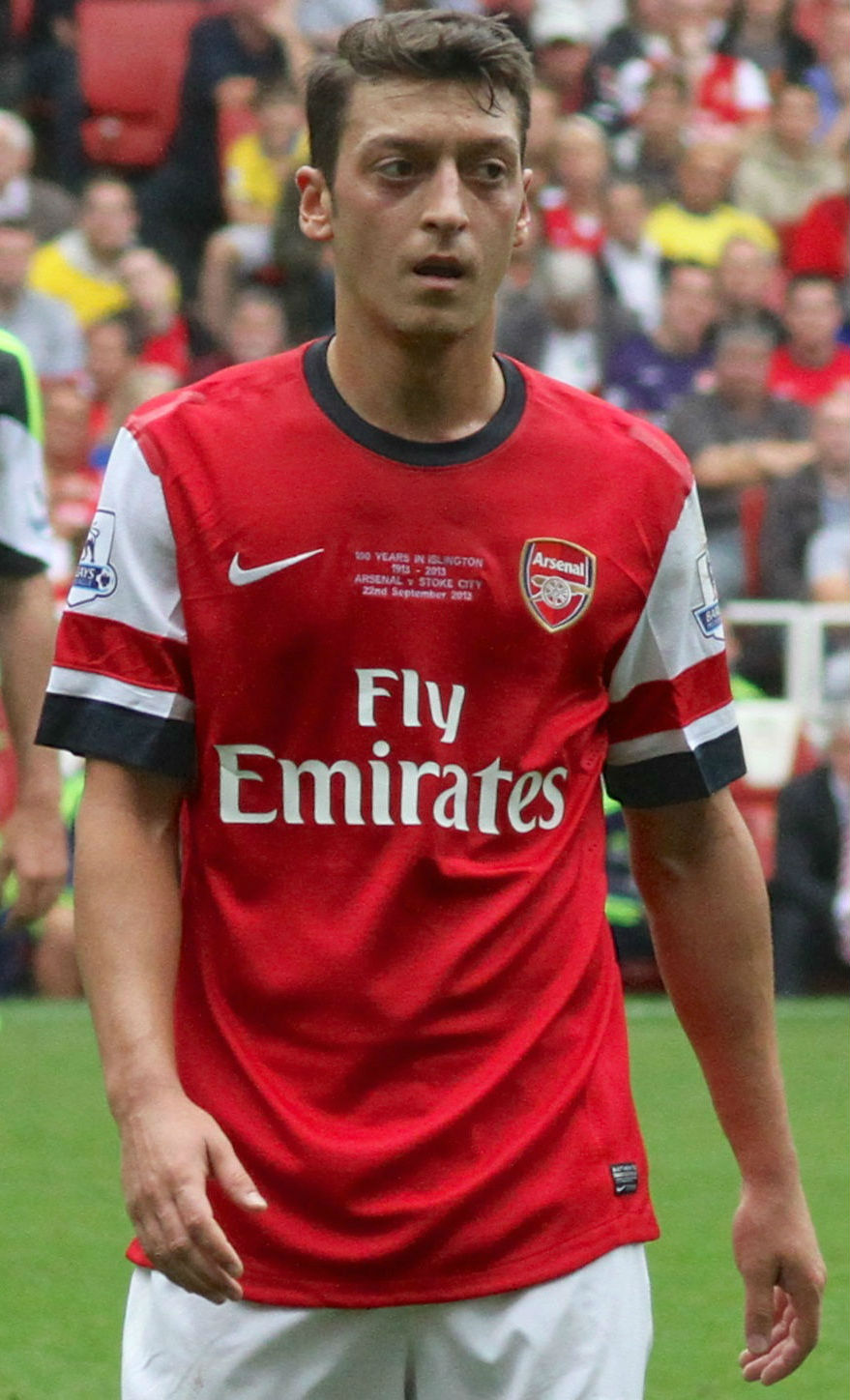
アーセナルFCでのエジル（2013年)

2013年9月2日、アーセナルFCに移籍決定。契約期間は5年間で、移籍金はアーセナルFCのクラブ史上最高額とも言われる5000万ユーロ。移籍後に当時レアルの監督だったカルロ・アンチェロッティが自身を信頼していなかったために移籍したと明かし、このことについてチームメイトだったクリスティアーノ・ロナウドは首脳陣にエジル売却について苦言を呈した。一方で報道によればエジルの代理人を務めていた父親のムスタファ・エジルがレアル・マドリード側に対して再三の契約延長および昇給を要求しており、拒絶したレアル・マドリード首脳陣との確執に発展、ムスタファがアーセナル移籍を主導して後に高額の手数料を受け取ったと報じられた。2014年にはエジルがムスタファを代理人から解任して、一時は双方が互いを提訴し合う親子間の確執も判明しており、引退後の2023年に受けたインタビューで真相を明かしている。背番号は11番。9月14日のサンダーランドAFC戦でデビューすると、オリヴィエ・ジルーの得点をアシストした。FAカップ決勝のハル・シティAFC戦にもスターティングメンバーに名を連ね、延長戦前半終了までプレーした。アーセナルにとって2004-05シーズン以来のタイトルとなるFAカップを制し、エジルは2年連続となるUEFAチーム・オブ・ザ・イヤーに選ばれた。
2015-16シーズンは最終的に2002-03シーズンのティエリ・アンリの20アシストに次ぐ、リーグ歴代2位の19アシストを記録するなど、キャリア最高のシーズンを送った。その活躍が評価され毎シーズンにファン投票で決めるアーセナルの年間最優秀選手に選ばれた 2016-17シーズン、2016年10月19日、欧州CL第3節のPFCルドゴレツ・ラズグラド戦でプロ入り初のハットトリックを決めた。
2018-19シーズンにはジャック・ウィルシャーの退団に伴い、背番号を11番から10番に変更することが決定。10番はデニス・ベルカンプやロビン・ファン・ペルシらが着用した番号である。2018年10月22日に行われたプレミアリーグ第9節、レスター・シティ戦で同点ゴールをマークし、プレミアリーグ通算30ゴールを達成。これが元ドイツ代表のユルゲン・クリンスマンの記録を抜き、プレミアリーグのドイツ人選手歴代最多得点記録を更新した。
2019-20シーズンにはウナイ・エメリ監督のチームの構想外となったが、カラバオカップのリヴァプール戦に先発し好プレーを見せると、プレミアリーグ11週、ウルヴァーハンプトン・ワンダラーズ戦では先発出場した。2019年12月末にミケル・アルテタが監督に就任してからは積極起用され始めチームの構想に戻ったようにみえたが、新型コロナによるリーグ戦中断の再開後はシーズン終了まで一度も試合に出場することは無かった。
2020-21シーズン、アーセナルは夏の移籍市場で売却が進まず選手登録枠を超える人数の選手がチームに残留することになった。その結果、昨季の中断明けから構想外で出場のなかったエジルがヨーロッパリーグの選手登録リスト及びプレミアリーグの選手登録リストの双方から外れることとなりチームに所属していながらトップチームの試合に出場できない状況となった。

#### フェネルバフチェ時代
2021年1月24日、3年半の契約でフェネルバフチェSKへ移籍することが公式発表された。2022年3月24日、理由は不明のままオザン・トゥファンとともにチームから除外されたことが発表された。チームから除外されたままであったが同年7月13日、双方合意のもと、フェネルバフチェと契約解除することが発表された。

#### インスタンブール時代
2022年7月14日、エジルはイスタンブル・バシャクシェヒルFKと1年契約（1年延長オプション付き）を締結した。2022年8月21日、スュペル・リグのカイセリスポル戦で80分にベルカイ・オズジャンと交代で出場し、イスタンブル・バシャクシェヒルでのデビューを果たした。試合はバシャクシェヒルが2-0で勝利した。 その後、エジルは度重なる負傷を理由に2023年3月22日、現役引退を発表した。エジルはクラブキャリアで427試合のトップリーグ出場を記録している。

### 代表

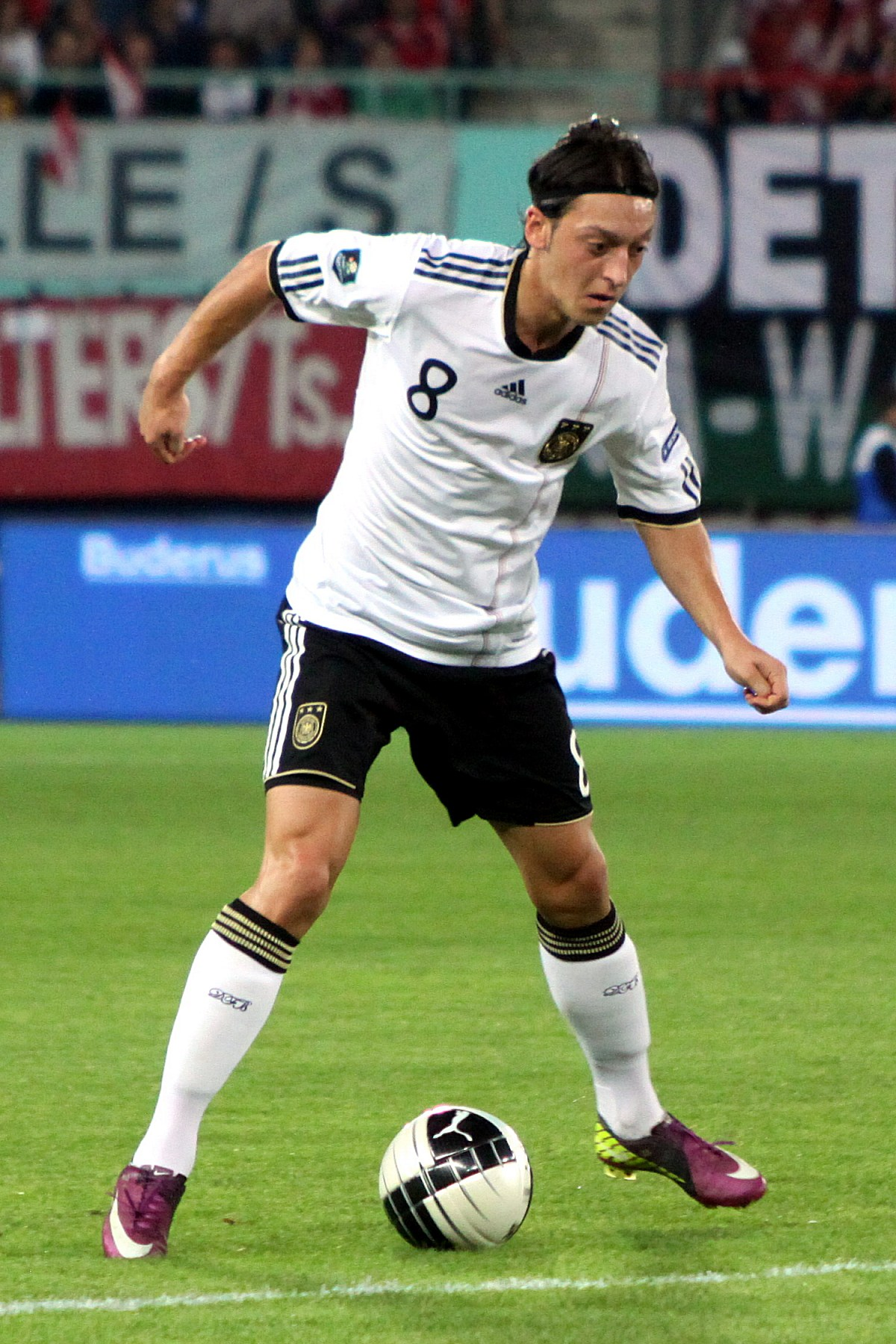
ドイツ代表でプレーするエジル

2007年に開催されたUEFA U-19欧州選手権にドイツ代表として出場し、グループリーグのロシア戦とフランス戦で得点した。ギリシャと戦った準決勝で敗れたが、アニス・ベン＝ハティラに次ぐチーム2位の2得点を記録した。2009年初めにはトルコサッカー連盟からトルコ代表入りへの強い要望を受けたが、2月11日のノルウェーとの親善試合にドイツ代表として招集され、ピオトル・トロホウスキに代わって途中出場した。トルコのメディアは、両親の出身地のトルコではなくドイツを選択したエジルを「国家の裏切り者」だとして批判し、更に誹謗中傷コメントが殺到したために彼の公式ウェブサイトが一時閉鎖に追い込まれた。
2009年6月に開催されたUEFA U-21欧州選手権ではチーム事情によりフォワードでもプレーしたが、あまり良い出来ではなかった。ユース時代にプレーしていたこのポジションで、決勝のイングランド戦ではゴンサロ・カストロの先制点をアシストした。更に35mの距離からフリーキックを決め、ザンドロ・ヴァーグナーの得点もアシストした。この1得点2アシストの活躍でマン・オブ・ザ・マッチに選ばれ、ドイツ代表の優勝に貢献し、大会の最優秀選手にも選出された。同年9月5日、親善試合・南アフリカ戦で代表初ゴールを記録した。

#### 2010年W杯

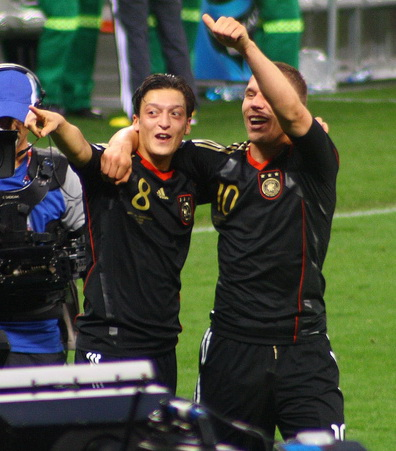
準々決勝・アルゼンチン戦でのエジル（左）とポドルスキ

2010年6月1日、2010 FIFAワールドカップに出場するドイツ代表メンバーに選出される。
6月13日のオーストラリア戦では前半31分にゴールライン上でクリアされるものの、惜しいループシュートを放った。その後も数々のチャンスを生み出し、ドイツの4点目となるカカウの得点をアシストし、4-0の快勝に貢献。6月23日のガーナ戦では決勝ゴールとなるミドルシュートを決め、ドイツのグループリーグ首位通過に貢献。大会選定のマンオブザマッチに選ばれた。
決勝トーナメント1回戦のイングランド戦ではトーマス・ミュラーの2点目をアシストし、ベスト8進出に貢献。準々決勝のアルゼンチン戦ではミロスラフ・クローゼの2点目をアシストし、ベスト4進出に貢献、同大会最多アシストを記録した。その活躍により、FIFAバロンドールの候補者10人にノミネートされた 他、ドイツ国内ではバンビを受賞した。
決勝トーナメント1回戦のイングランド戦直前にトルコに住む祖母が死去、訃報をうけて「皆さんの大きな同情に感謝しています。この件に関してはこれ以上コメントをしたくはない」とコメントしている。観戦に訪れていた父親は葬儀のため帰国したが、エジル本人はチームに残留し3位決定戦までの決勝トーナメント4試合全てに先発出場した。

#### EURO2012
UEFA EURO 2012においては、ドイツ代表の主力として10試合全勝での予選勝ち抜けに貢献。本戦においても、オランダ、ポルトガル、デンマークと同じグループで「死のグループ」と呼ばれた グループBを3戦全勝で勝ち抜けた。準決勝でイタリア代表に敗れたもののエジルはPKからその試合唯一の得点を記録し、大会優秀選手の一人に選ばれた。

#### 2014年W杯
本戦でも7試合すべてに出場。決勝トーナメントのアルジェリア戦では延長119分に決勝点を挙げた。エジルはこの大会でドイツ代表最多となる15回チャンスメイクをし、パス成功率78.6%を記録した。

#### EURO2016
準々決勝のイタリア戦でゴールを挙げ、チームもPK戦の末、勝利しベスト4へと貢献した。

#### 2018年W杯

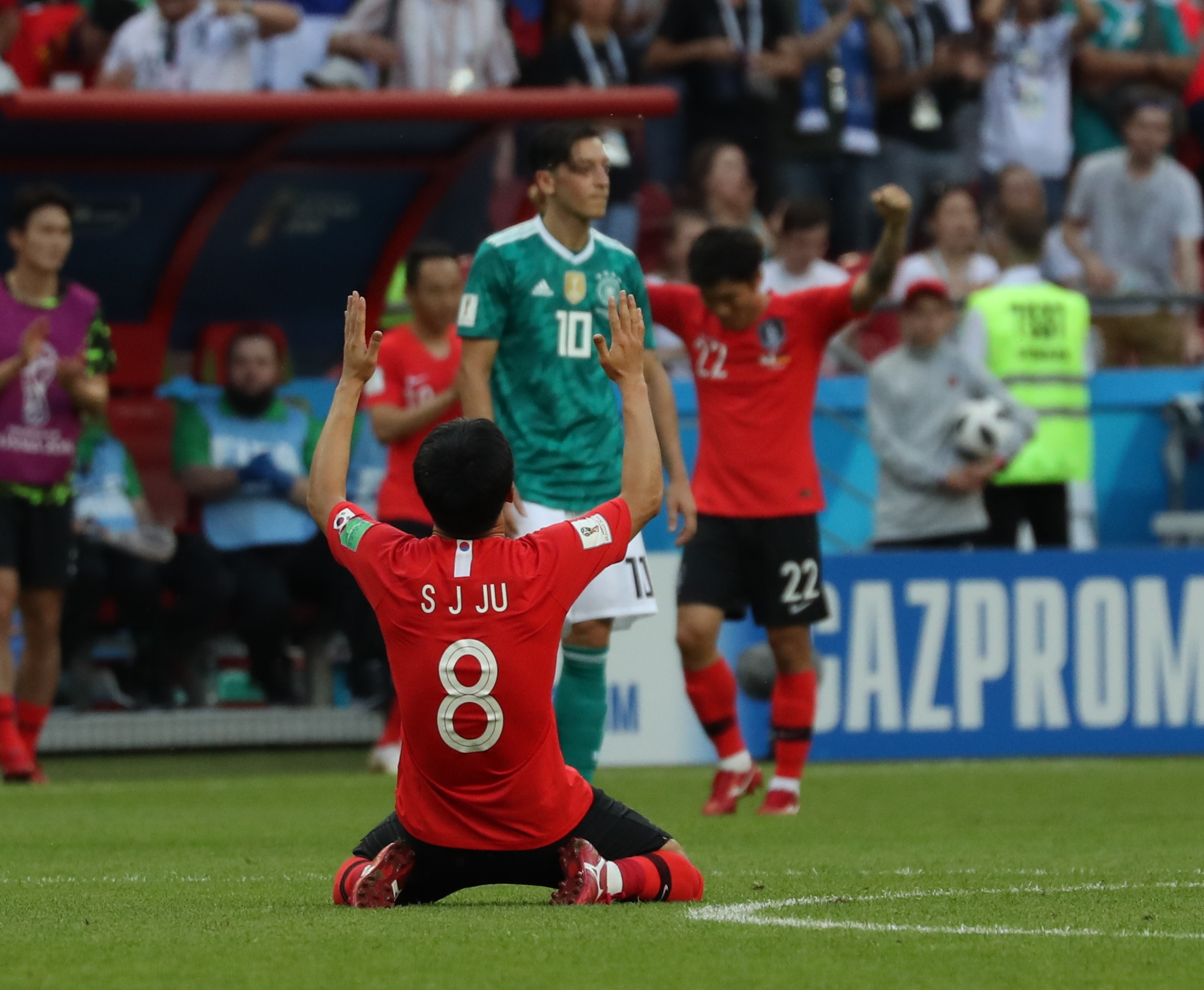
韓国戦終了後のエジル

2018 FIFAワールドカップでは、うまく結果を残せず、チームもグループリーグ最下位で敗退した。大会終了後の2018年7月23日、人種差別などを理由に、ドイツ代表からの引退を発表した。

## 評価
左足の高いテクニックを持ち、正確なキックと広い視野を生かして2010-11シーズンにはヨーロッパ全体で最多のアシストを記録した。フリーランニングも惜しまずに行うほか 得点力もある。また、ジネディーヌ・ジダンを憧れの人物としており、しばしば比較対象にも挙げられる。
U-21ドイツ代表の監督を務めたホルスト・ルベッシュは「ドイツ人は海外の選手を特に賞賛することが多い。我々は、ウェイン・ルーニーやクリスティアーノ・ロナウド、リオネル・メッシらを讃える。しかし、ドイツにはそういった選手がいる。ドイツのメッシはエジルである」と語った。
ドイツ代表のヨアヒム・レーヴ監督は、メスト・エジルをワールドクラスの選手であると評価。「エジルは、W杯でのパフォーマンス、そして、レアル・マドリードでの成長を見るにつけ、もちろん、ワールドクラスの選手といえる」「エジルは、半年の間に、あのカカを忘れさせてしまうような存在になった。カカは、W杯まえの何年もの間、あのポジションでは世界最高の選手と評されていた。けれども、今となっては、ほぼ皆がエジルの名前をあげるようになっている」と語った。
レアル・マドリードでのチームメイトであるクリスティアーノ・ロナウドは、エジルの試合を読む力を評価し「エジルは僕をさらに良い選手にしてくれた。彼とプレーするのが好きだ」と賛辞を送った。そのため、アーセナルへ完全移籍した際、頼れる“相棒”を失うことになったクリスティアーノ・ロナウドは、放出を容認したクラブに対して「エジルの売却は僕にとって本当に悪いニュースだ。彼は僕のゴール前での動きを最も理解しているプレーヤーだったのに」と怒りを露わにしたという。
ジョゼ・モウリーニョはエジルを「フィーゴやジダンのような特徴を持つ、世界最高の10番」と賞賛。2013年夏にデンバ・バに対するアーセナルからのオファーを断った理由について「エジル加入によってタイトル争いをするライバルになるからである」と語った。

## エピソード
- イスラム教を信仰しており[96]、代表戦の試合前にドイツ国歌ではなく「心の平穏が得られる」としてクルアーンを心の中で唱えたことが話題になった[97]。また、サッカー選手として支障がない範囲でラマダーンも行っている[98]。
- 2014年6月、アメリカの経済誌フォーブスは世界のアスリートの年収を公表した。エジルの年収は1850万ドル（約18億9000万円）であり、世界のアスリートの中で89位。サッカー選手の中では13位[99]。
- トルコ系ドイツ人（英語版）として知られているが、本人は「別にイライラしたりはしないけど、不思議に思っている。なぜなら必ずそう呼ばれるからね」と語り、あまりトルコ系ドイツ人と呼ばれる事を好んではいない。一方でサッカー選手として2つの異なるルーツや文化を持つ事はポジティブな面が多いと語り、誇りに感じている、と発言している[100]。
- 2017年5月、ESPNは世界で最も有名なアスリート100人を発表し、30位に選出された。サッカー選手としては9位[101]。
- 2018年5月、ロンドン市内にてトルコ大統領のレジェップ・タイイップ・エルドアンのもとを自身と同じトルコ系サッカー選手のイルカイ・ギュンドアン、ジェンク・トスンと共に訪問し、その写真が公にされた。ドイツでは独裁的と言われるエルドアンと会った事や、その写真でギュンドアンが持っていたマンチェスター・シティのユニフォームにトルコ語で「我が大統領に多大なる敬意を」と書かれていた事が問題視され、ドイツ代表としてプレーするエジルとギュンドアンは批判を浴びた。ドイツサッカー連盟は「我々は移民をルーツとする選手たちをリスペクトし、彼らの特殊な事情についても考慮している。だが、サッカーとドイツサッカー連盟は、エルドアン氏が十分に配慮していない価値を支持している。したがって、我々の代表選手が彼の政治活動に利用されかねない状況というのは、好ましいものではない」とコメントを発表し、ドイツ首相のアンゲラ・メルケルからも「疑問を呈し、誤解を招く状況であった」と言われた[102]。その件もあり、2018 FIFAワールドカップでグループリーグ敗退を喫した後に代表引退を表明した時には、代表で共に闘った移民系選手のジェローム・ボアテングやルーカス・ポドルスキらからは、エジルを擁護する声が聞かれたものの、多くの純粋なドイツ人選手や代表監督・ヨアヒム・レーヴらとの確執が取り沙汰された。後にレーヴがアーセナルFCの練習施設を訪れた際、ベルント・レノとシュコドラン・ムスタフィらがレーヴと面談したにもかかわらず、エジルはレーヴとの面談を拒否し、レーヴが不満をもらすなど、両者の関係は修復不可能と言われている。
- 2019年、エジルは元ミストルコのアミネ・ギュルシェと婚約。エルドアン大統領に証人として結婚式に出席するよう依頼したことがドイツ国内で報じられると、ヘルゲ・ブラウン首相府長官などから批判の声が上がった[103]。2019年6月7日、トルコのイスタンブールで結婚式を執り行った。物議を醸していたもののエルドアン大統領は付添人として式に参列した[104]。
- 2019年7月25日、ロンドンでエジルが車の運転中に刃物を持った複数の者にカージャックされそうになった[105]。このとき同乗していたセアド・コラシナツが単身で車外に飛び出し強盗を威嚇して撃退する映像がネットに上げられた。幸いにも負傷者はいなかった。
- エジルは、定期的にチャリティー活動を行い難民や難病の子供への支援に尽力しており、その姿勢は世界中から称賛されている。2014年、ブラジルW杯の前にブラジルの11人の子供の手術代をチャリティー団体と共同で支払い、さらにW杯優勝後にドイツ代表の選手と同じ数である23人を支援するため追加で12人に援助すると発表し合計約35万ポンドを寄付した[106]。2014年11月、この活動が評価されてローレウス・メディア賞を受賞した[107]。2017年5月、脳腫瘍を患う11歳の少年がアーセナルFCの大ファンで中でもエジルに憧れており最近容体が良くないことなどをチャリティー団体がSNSで発信した。アーセナルのチェフがこの発信に反応して拡散したことによりこのことを知ったエジルは、少年を5月16日のホームでのサンダーランド戦にVIP席を用意して招待し、エジルのみならず他の選手との交流の場も設けた[108]。さらに、エジルは、クラブに相談して5月26日のFAカップ決勝のチケットもプレゼントした。2018年10月23日、自身のSNS上でこの少年が亡くなったことに触れ冥福を祈った[109]。2019年の結婚式の際、参列者に対して祝儀を断る代わりに発展途上国の子供たちの手術費用へ募金することをお願いしており、1000人分の手術代を肩代わりすることを発表した[110]。また、結婚式のディナーをトルコの慈善団体を通じてシリア難民を含むホームレス16,000人に供給した[111]。
- 2021年1月11日にTwitterでファンからの質問に答える企画を行った際に、エジルは幼いころからフェネルバフチェのファンであったと述べた。「引退する前にプレーしたい国が二つあるんだ。トルコとアメリカだよ。もしトルコに行ったなら、フェネルバフチェにしか行けないね」と述べており[112]、同年1月21日に決定したフェネルバフチェへの移籍は幼い時からの夢をかなえたことになる。
- イタリアのクラブではユヴェントスFCがお気に入りであり、「一度プレーしてみたかった」とX（旧Twitter）で発信したこともある[113]。

## 個人成績
| クラブ           | シーズン | 背番号 | リーグ戦 | リーグ戦 | リーグ戦 | カップ戦 | カップ戦 | カップ戦 | リーグカップ戦 | リーグカップ戦 | リーグカップ戦 | 欧州カップ戦 | 欧州カップ戦 | 欧州カップ戦 | その他 | その他 | その他   | 通算 | 通算 | 通算     |
| クラブ           | シーズン | 背番号 | 出場     | 得点     | アシスト | 出場     | 得点     | アシスト | 出場           | 得点           | アシスト       | 出場         | 得点         | アシスト     | 出場   | 得点   | アシスト | 出場 | 得点 | アシスト |
| ---------------- | -------- | ------ | -------- | -------- | -------- | -------- | -------- | -------- | -------------- | -------------- | -------------- | ------------ | ------------ | ------------ | ------ | ------ | -------- | ---- | ---- | -------- |
| シャルケ04       | 2006-07  | 17     | 19       | 0        | 1        | 1        | 0        | 0        | 2              | 0              | 0              | 1            | 0            | 0            | -      | -      | -        | 23   | 0    | 1        |
| シャルケ04       | 2007-08  | 17     | 11       | 0        | 4        | 1        | 1        | 0        | 0              | 0              | 0              | 4            | 0            | 0            | -      | -      | -        | 16   | 1    | 4        |
| シャルケ04       | 合計     | 合計   | 30       | 0        | 5        | 2        | 1        | 0        | 2              | 0              | 0              | 5            | 0            | 0            | 0      | 0      | 0        | 39   | 1    | 5        |
| ブレーメン       | 2007-08  | 11     | 12       | 1        | 1        | 0        | 0        | 0        | -              | -              | -              | 2            | 0            | 0            | -      | -      | -        | 14   | 1    | 1        |
| ブレーメン       | 2008-09  | 11     | 28       | 3        | 15       | 5        | 2        | 1        | -              | -              | -              | 14           | 0            | 7            | -      | -      | -        | 47   | 5    | 23       |
| ブレーメン       | 2009-10  | 11     | 31       | 9        | 16       | 5        | 0        | 2        | -              | -              | -              | 10           | 3            | 11           | -      | -      | -        | 46   | 12   | 29       |
| ブレーメン       | 2010-11  | 11     | 0        | 0        | 0        | 1        | 0        | 1        | -              | -              | -              | 0            | 0            | 0            | -      | -      | -        | 1    | 0    | 1        |
| ブレーメン       | 合計     | 合計   | 71       | 13       | 32       | 11       | 2        | 4        | 0              | 0              | 0              | 26           | 3            | 18           | 0      | 0      | 0        | 108  | 18   | 54       |
| R.マドリード     | 2010-11  | 23     | 36       | 6        | 19       | 6        | 3        | 2        | -              | -              | -              | 11           | 1            | 7            | -      | -      | -        | 53   | 10   | 28       |
| R.マドリード     | 2011-12  | 10     | 35       | 4        | 19       | 5        | 0        | 4        | -              | -              | -              | 10           | 2            | 5            | 2      | 1      | 0        | 52   | 7    | 28       |
| R.マドリード     | 2012-13  | 10     | 32       | 9        | 16       | 8        | 0        | 3        | -              | -              | -              | 10           | 1            | 4            | 2      | 0      | 1        | 52   | 10   | 24       |
| R.マドリード     | 2013-14  | 10     | 2        | 0        | 0        | 0        | 0        | 0        | -              | -              | -              | 0            | 0            | 0            | 0      | 0      | 0        | 2    | 0    | 0        |
| R.マドリード     | 合計     | 合計   | 105      | 19       | 54       | 19       | 3        | 9        | 0              | 0              | 0              | 31           | 4            | 16           | 4      | 1      | 1        | 159  | 27   | 80       |
| アーセナル       | 2013-14  | 11     | 26       | 5        | 10       | 5        | 1        | 2        | 1              | 0              | 0              | 8            | 1            | 2            | -      | -      | -        | 40   | 7    | 14       |
| アーセナル       | 2014-15  | 11     | 22       | 4        | 6        | 5        | 1        | 2        | 0              | 0              | 0              | 5            | 0            | 1            | -      | -      | -        | 31   | 5    | 9        |
| アーセナル       | 2015–16  | 11     | 35       | 6        | 19       | 1        | 0        | 1        | 0              | 0              | 0              | 8            | 2            | 0            | -      | -      | -        | 44   | 8    | 20       |
| アーセナル       | 2016–17  | 11     | 33       | 8        | 10       | 3        | 0        | 1        | 0              | 0              | 0              | 8            | 4            | 3            | -      | -      | -        | 43   | 12   | 14       |
| アーセナル       | 2017–18  | 11     | 26       | 4        | 9        | 0        | 0        | 0        | 2              | 0              | 0              | 7            | 1            | 5            | -      | -      | -        | 35   | 5    | 14       |
| アーセナル       | 2018–19  | 10     | 24       | 5        | 2        | 1        | 0        | 0        | 0              | 0              | 0              | 10           | 1            | 1            | -      | -      | -        | 35   | 6    | 3        |
| アーセナル       | 2019-20  | 10     | 18       | 1        | 0        | 1        | 0        | 0        | 2              | 0              | 0              | 2            | 0            | 0            | -      | -      | -        | 23   | 1    | 0        |
| アーセナル       | 2020-21  | 10     | 0        | 0        | 0        | 0        | 0        | 0        | 0              | 0              | 0              | 0            | 0            | 0            | -      | -      | -        | 0    | 0    | 0        |
| アーセナル       | 合計     | 合計   | 184      | 33       | 56       | 16       | 2        | 6        | 5              | 0              | 0              | 48           | 9            | 12           | 0      | 0      | 0        | 254  | 44   | 74       |
| フェネルバフチェ | 2020-21  | 67     | 10       | 0        | 1        | 1        | 0        | 0        | -              | -              | -              | 0            | 0            | 0            | -      | -      | -        | 11   | 0    | 1        |
| フェネルバフチェ | 2021-22  | 10     | 22       | 8        | 2        | 0        | 0        | 0        | -              | -              | -              | 4            | 1            | 0            | -      | -      | -        | 26   | 9    | 2        |
| フェネルバフチェ | 合計     | 合計   | 32       | 8        | 3        | 1        | 0        | 0        | 0              | 0              | 0              | 4            | 1            | 0            | 0      | 0      | 0        | 37   | 9    | 3        |
| バシャクシェヒル | 2022-23  | 10     | 4        | 0        | 0        | 1        | 0        | 0        | -              | -              | -              | 2            | 0            | 0            | -      | -      | -        | 7    | 0    | 0        |
| バシャクシェヒル | 合計     | 合計   | 4        | 0        | 0        | 1        | 0        | 0        | 0              | 0              | 0              | 2            | 0            | 0            | 0      | 0      | 0        | 7    | 0    | 0        |
| 通算             | 通算     | 通算   | 426      | 73       | 150      | 50       | 8        | 19       | 7              | 0              | 0              | 116          | 16           | 46           | 5      | 1      | 1        | 604  | 98   | 216      |

## 代表歴

### 出場大会
- U-19ドイツ代表
  - 2007年 - UEFA U-19欧州選手権（ベスト4）
- U-21ドイツ代表
  - 2009年 - UEFA U-21欧州選手権（優勝）
- ドイツ代表
  - 2010年 - 2010 FIFAワールドカップ（3位）
  - 2012年 - UEFA EURO 2012（ベスト4）
  - 2014年 - 2014 FIFAワールドカップ（優勝）
  - 2016年 - UEFA EURO 2016（ベスト4）
  - 2018年 - 2018 FIFAワールドカップ（グループリーグ敗退）

### 試合数
- 国際Aマッチ 92試合 23得点（2009年-2018年）[114]

| ドイツ代表 | 国際Aマッチ | 国際Aマッチ |
| 年         | 出場        | 得点        |
| ---------- | ----------- | ----------- |
| 2009       | 7           | 1           |
| 2010       | 14          | 2           |
| 2011       | 9           | 5           |
| 2012       | 13          | 6           |
| 2013       | 9           | 3           |
| 2014       | 10          | 1           |
| 2015       | 8           | 0           |
| 2016       | 13          | 3           |
| 2017       | 5           | 1           |
| 2018       | 4           | 1           |
| 通算       | 92          | 23          |

### 得点
| #  | 開催日         | 開催地                                                           | 対戦国           | スコア | 結果         | 大会                                    |
| -- | -------------- | ---------------------------------------------------------------- | ---------------- | ------ | ------------ | --------------------------------------- |
| 1  | 2009年9月5日   | レヴァークーゼン、バイ・アレーナ                                 | 南アフリカ共和国 | 2–0    | 2–0          | 親善試合                                |
| 2  | 2010年6月23日  | ヨハネスブルグ、FNBスタジアム                                    | ガーナ           | 0–1    | 0–1          | 2010 FIFAワールドカップ                 |
| 3  | 2010年10月8日  | ベルリン、ベルリン・オリンピアシュタディオン                     | トルコ           | 2–0    | 3–0          | UEFA EURO 2012予選                      |
| 4  | 2011年6月7日   | バクー、トフィク・バフラモフ・スタジアム                         | アゼルバイジャン | 0–1    | 1–3          | UEFA EURO 2012予選                      |
| 5  | 2011年6月22日  | ゲルゼンキルヒェン、フェルティンス・アレーナ                     | オーストリア     | 2–0    | 6–2          | UEFA EURO 2012予選                      |
| 6  | 2011年6月22日  | ゲルゼンキルヒェン、フェルティンス・アレーナ                     | オーストリア     | 4–0    | 6–2          | UEFA EURO 2012予選                      |
| 7  | 2011年10月11日 | デュッセルドルフ、エスプリ・アレーナ                             | ベルギー         | 1–0    | 3–1          | UEFA EURO 2012予選                      |
| 8  | 2011年11月15日 | ハンブルク、フォルクスパルクシュタディオン                       | オランダ         | 3–1    | 3–0          | 親善試合                                |
| 9  | 2012年6月28日  | ワルシャワ、ワルシャワ国立競技場                                 | イタリア         | 1–2    | 1–2          | UEFA EURO 2012                          |
| 10 | 2012年9月7日   | ハノーファー、ニーダーザクセンシュタディオン                     | フェロー諸島     | 2–0    | 3–0          | 2014 FIFAワールドカップ・ヨーロッパ予選 |
| 11 | 2012年9月7日   | ハノーファー、ニーダーザクセンシュタディオン                     | フェロー諸島     | 3–0    | 3–0          | 2014 FIFAワールドカップ・ヨーロッパ予選 |
| 12 | 2012年9月11日  | ウィーン、エルンスト・ハッペル・シュターディオン                 | オーストリア     | 0–2    | 1–2          | 2014 FIFAワールドカップ・ヨーロッパ予選 |
| 13 | 2012年10月12日 | ダブリン、アビバ・スタジアム                                     | アイルランド     | 0–3    | 1–6          | 2014 FIFAワールドカップ・ヨーロッパ予選 |
| 14 | 2012年10月16日 | ベルリン、ベルリン・オリンピアシュタディオン                     | スウェーデン     | 4–0    | 4–4          | 2014 FIFAワールドカップ・ヨーロッパ予選 |
| 15 | 2013年9月10日  | トースハウン、トースヴェリュール                                 | フェロー諸島     | 0–2    | 0–3          | 2014 FIFAワールドカップ・ヨーロッパ予選 |
| 16 | 2013年10月11日 | ケルン、ラインエネルギーシュタディオン                           | アイルランド     | 3–0    | 3–0          | 2014 FIFAワールドカップ・ヨーロッパ予選 |
| 17 | 2013年10月15日 | ソルナ、フレンズ・アレーナ                                       | スウェーデン     | 2–1    | 3–5          | 2014 FIFAワールドカップ・ヨーロッパ予選 |
| 18 | 2014年6月30日  | ポルト・アレグレ、エスタジオ・ベイラ＝リオ                       | アルジェリア     | 2–0    | 2–1          | 2014 FIFAワールドカップ                 |
| 19 | 2016年3月29日  | ミュンヘン、アリアンツ・アレーナ                                 | イタリア         | 4–0    | 4–1          | 親善試合                                |
| 20 | 2016年7月2日   | ボルドー、スタッド・ド・ボルドー                                 | イタリア         | 1–0    | 1–1 (PK 6-5) | UEFA EURO 2016準々決勝                  |
| 21 | 2016年8月31日  | メンヒェングラートバッハ、シュタディオン・イム・ボルシア・パルク | フィンランド     | 2–0    | 2–0          | 親善試合                                |
| 22 | 2017年9月4日   | シュツットガルト、メルセデス・ベンツ・アレーナ                   | ノルウェー       | 1–0    | 6–0          | 2018 FIFAワールドカップ・ヨーロッパ予選 |
| 23 | 2018年6月2日   | クラーゲンフルト、ヴェルターゼー・シュターディオン               | オーストリア     | 1–0    | 1–2          | 親善試合                                |

## 獲得タイトル

### クラブ
ヴェルダー・ブレーメン
- DFBポカール 2008-09

レアル・マドリード
- プリメーラ・ディビシオン 2011-12
- コパ・デル・レイ 2010-11
- スーペルコパ・デ・エスパーニャ 2012

アーセナルFC
- FAカップ 2013-14, 2014-15, 2016-17, 2019-20
- FAコミュニティ・シールド 2014, 2015, 2017, 2020

### 代表
U-21ドイツ代表
- UEFA U-21欧州選手権 2009

ドイツ代表
- FIFAワールドカップ 2014

### 個人
- UEFA U-21欧州選手権・最優秀選手（2009年）
- UEFAチーム・オブ・ザ・イヤー（2012年）
- UEFA EURO 2012・優秀選手（2012年）
- アーセナル年間最優秀選手（2015-16）